# Charles Balaÿ
Pour les articles homonymes, voir Balay.
Charles Lucien Marie Balaÿ, né à Saint-Étienne le 27 septembre 1861 et mort à Lyon le 17 février 1943, est un peintre miniaturiste français.

## Biographie
Charles est de fils de François Balaÿ (1826-1872), fabricant de soieries et de rubans à Saint-Étienne.
Élève de Luc-Olivier Merson et de Théobald Chartran, sociétaire de la Société des artistes français, il obtient la médaille d'argent du Salon des artistes français en 1923 puis la médaille d'or en 1928 avant d'être placé en Hors-Concours.
Marié à Amélie-Louise Knoedler, il a un fils, Roland, qui devient marchand d'art et travailla pour la galerie Knoedler.